# Annan (circonscription du Parlement d'Écosse)
Pour les articles homonymes, voir Annan.
Annan dans le Dumfriesshire était un royal burgh qui a envoyé un Commissaire au Parlement d'Écosse et à la Convention des États.
Après les Actes d'Union de 1707, Annan, Dumfries, Kirkcudbright, Lochmaben et Sanquhar ont formé le district de Dumfries, renvoyant un membre à la Chambre des communes de Grande-Bretagne.

## Liste des commissaires de burgh
- 1661–62, 1665 convention, 1667 convention: Hew Sinclair de Englishtoun, provost [1]
- 1669–74: William Grahame de Blastwood [2]
- 1678 convention: David Johnston, bailie [3]
- 1681–82: James Carruthers [4]
- 1685–1686, 1689 convention, 1689–1695: Bryce Blair, former provost (mort c.1698) [5]
- 1698–1702, 1702–1707: Sir William Johnstone de Sheenes [6]